# Roland Frauchiger
Roland Frauchiger (* 1960) ist ein Schweizer Politiker (EVP). Er war Mitglied des Grossen Rats des Kantons Aargau und Co-Präsident der Kantonalpartei.

## Biografie
Frauchiger ist sowohl politisch als auch kirchlich engagiert. Er ist Gemeindeammann in seiner Wohngemeinde Thalheim und war dort auch lange Jahre Kirchenpflegepräsident. Zudem war er in der Legislaturperiode 2015–2018 Präsident der Synode der Reformierten Kirche Aargau. Er ist auch Mitglied verschiedener Stiftungsräten.
Vom 18. November 2014 bis zum 31. Dezember 2024 war er als Nachfolger von Sämi Richner Mitglied des Grossen Rates des Kantons Aargau. Bei den Wahlen 2016 und 2020 wurde er im Amt bestätigt, verlor aber 2024 seinen Sitz.